# 吉原知子
吉原 知子（よしはら ともこ、1970年2月4日 - ）は、日本の元女子バレーボール選手、現指導者。元全日本代表。マネジメント契約先はスポーツビズ。

## 来歴

### 学生時代
北海道雨竜郡妹背牛町出身。妹背牛中1年生からバレーボールを始める。
1982年、北海道中学校バレーボール大会優勝。
1985年、道内女子バレーボール部強豪校の地元北海道妹背牛商業高等学校に進学。インターハイに出場した。
1987年、高校3年生で全日本代表初選出。

### 現役時代
1988年、日立に入社。入社直後にアキレス腱を断裂している。
1994年、チームの内紛に端を発した騒動で、大林素子とともに日立を解雇される。
1995年1月、日本人初のバレーボールプロ契約選手としてイタリアリーグ・セリエA・アンコーナに入団。翌2月、ローマへ移籍しすぐにスタメンのポジションを獲得、チームを準優勝に導いた。同年、ローマより残留要請を受けていたが、アトランタ五輪に出場するため、ダイエー、オレンジアタッカーズに復帰。
その後、東洋紡、パイオニアへ移籍し、全チームをリーグ優勝に導いた。
1996年アトランタオリンピック以降、当時の日本バレーボール協会による「今後は若手主体で」との決定を受け、年齢を理由に全日本代表から外されるが、センタープレイヤーとしての実力は、日本No.1との評価はその後も変わらなかった。吉原はこの悔しさを力に変え、「年齢に関係なく強い者が上に行くべき。」を証明させるかのように、Vリーグでスパイク賞、ベスト6、MVPを獲得するなどの活躍を見せた。くしくも、吉原のいない全日本女子チームは最終予選で敗れシドニー五輪行きを逃し、東京五輪より続いていた五輪連続出場は絶たれた。
2003年、女子バレー復活を託され監督に就任した柳本晶一監督から、群を抜いたリーダーシップ、抜群のチーム統率力を買われ「チームをまとめるのは吉原しかいない。」と7年ぶりに全日本に招集され主将に任命された。同年のワールドカップ、翌2004年アテネオリンピック世界最終予選では、柳本ジャパンの精神的支柱としてチームを牽引し、アテネオリンピック出場に貢献した。

### 引退後
2006年5月、膝の故障を理由に、18年の現役生活にピリオドを打った。その後はスポーツコメンテーターとして、テレビの国際大会中継などで解説者として出演している。またバレーボールの指導者としての道に意欲を示していた。
2008年5月、2016年夏季オリンピック招致を目指す東京五輪招致委員会のスタッフに就任した。
2008年7月、筑波大学大学院体育学専攻に社会人特別選抜で合格。吉原は大学を卒業しておらず、高卒の受験者が大学院に合格するのは異例で、筑波大学大学院体育学専攻では初となる高卒者の大学院生となる。現役時から「大学で指導者になるための勉強をしたい」と話していた吉原は、個別の入学資格審査を受け、大卒者と同等の学識があると認められ、受験資格を得た。2009年4月入学後はバレーボール方法論研究室に所属し、女性バレーボール指導者のキャリア形成に関する研究を行い、2011年に修士課程を修了。学位は修士（体育学）。
2015年5月28日、VチャレンジリーグのJTマーヴェラスは吉原の監督就任を発表した。
2016年、全日本女子チームの次期監督5候補の一人に推薦されたが、辞退した。
2024年、9シーズン在籍したJTの監督を退任した。
2025年、韓国のVリーグに所属する仁川興国生命ピンクスパイダーズの監督に就任すると発表された。

## プレースタイル
速攻や一人時間差、移動攻撃、Bクイック、オープンスパイク、時にはバックアタックなど攻撃は非常に多彩で「技のデパート」とも言われ、当時の日本女子選手の中では群を抜いたスパイク決定力を有していた。またセンタープレーヤーながら、ライト、レフトもオールラウンドにこなし、サーブレシーブも参加できる攻守揃った選手で、試合では徹底的に勝利にこだわった。絶対に最後まで諦めず、常に声を出して全力を出し切り、チームを鼓舞させた。
サーブは今では珍しいオーバーハンドサーブ。有効時間ギリギリいっぱいを使ったフロアの一番後ろから放つサーブは、ボールの飛行距離が長く空気抵抗を長く受けるため、揺れが大きく、また、相手陣営の体制に応じて、後ろに伸ばしたり、前に落としたりと変幻自在で、多くの相手選手が苦戦を強いられていた。

## 人物・エピソード
キャッチコピー
「ニッポンの情熱！最後の挑戦」「優勝請負人」「闘将」
- 日本リーグ・Vリーグで、所属した全てのチームで優勝という華やかな戦績を残し、優勝請負人と言われた。一方で、引退時に所属していたパイオニアを除く、すべての所属チームで解雇を経験している苦労人でもあったが、1992年バルセロナ、1996年アトランタ、2004年アテネとオリンピック3大会に出場するなど、長く日本のトッププレーヤーとして18年間、常に第一線で活躍した。
- 2003年度、全日本合宿中の練習では、選手中で最も早い朝4時から自主トレーニングを開始、終わるのも夜9時と一番遅かった。「アジアで勝てればいい」と低意識で染まっていた当時の全日本の空気を、「優勝するチームになるんだよ！」と一喝した。一番上に立つ自分が本気だという事を、練習や態度で示した。その姿に、全選手が決められた練習メニューだけでなく、自律的に練習に励むようになった。
- 試合では集中しているため鋭く相手を睨みつけるような表情になるが、一旦コートを離れれば、何もない所でよくズッコケるなど天然でマイペースな性格である。彼女自身、VTRなどで自分の顔を見ると「相当怖いと思う」と語った。
- 2006年5月13日、東北楽天ゴールデンイーグルスの二軍の公式戦で始球式を行った。これは当時所属していたパイオニアレッドウィングスの本拠地と、楽天2軍の本拠地が同じ山形県の天童市にあることから。
- 過去に月刊誌の「日経WOMAN」で、その年に活躍した女性の「WOMAN OF THE YERE スポーツ部門」で読者投票1位を獲得した事があり、女性ファンも多い。
- セリエAでプレーしたイタリア時代には、相手の裏をかくズル賢いフェイクプレーや、日本人らしからぬ陽気な性格から、生粋のイタリア人にもなかなかつけられない「ナポリ」というあだ名を付けられた。後に吉原は、「イタリアでの生活、経験が自分の内気な性格の殻を破り一気に弾けた。一日、一日を悔いなく過ごそう。と決意した。その後のバレー人生を大きく変えた。」と語っている。
- 東洋紡時代、当時監督だった柳本晶一が試合中コートに向かって指示を出した時に、「うるさいっ!」と監督に向かって言い返したことがある。後に柳本は、「あとで吉原は「ごめんなさい。」と謝ってきた。」と笑って答え、更に「普通、監督に「うるさいっ！」って言う選手がいますか？（笑）でも、こういう選手がチームを勝たせてくれるのではないでしょうか。」と語っている。
- 「2007女子バレーアジア選手権」「2007ワールドカップバレー」ではテレビ解説、レポーターを務めた。
- 2007年12月15日、NHK総合テレビ「課外授業 ようこそ先輩」に出演した。「アタックは“ありがとう”」と題し、母校である妹背牛町立妹背牛小学校の後輩に「一つ目がなければ二つ目はない、二つ目がなければ三つ目はない」と、ひとつひとつのボールを確実につなげる「チームプレー」と「感謝する事の大切さ」を説いた。
- 吉原が地元の妹背牛商高に進学したのは、吉原が小学生の時に同校が春の高校バレーで優勝したことが決め手の一つとなっていた。妹背牛商高はその後全国制覇は成らなかったものの、吉原の活躍により後輩の中からもトップクラスの選手を輩出した（現在は少子化などの影響で廃校している）。
- 2004年のアテネオリンピックに向けた代表合宿で、（当時監督だった柳本と揉めて一度代表辞退してから）代表に復帰した大友愛が朝の自主練で「一緒に打たせて下さい」と依頼するのに対し、代表への意気込みがどの程度のものかを確かめるために「人数が足りてるから」と断り様子を見た。それに対し2週間球拾いなど練習のサポートを懸命にする姿を見て「本気度が分かった」と言い練習に入れ、後に本気度を確かめていたと伝えた[9]。

## 所属チーム
- 妹背牛中
- 妹背牛商業高校
- 日立ベルフィーユ（1988-1994年）
- アンコーナ（1995年）
- ローマ（1995年）
- ダイエーオレンジアタッカーズ（1995-1999年）
- 東洋紡オーキス（1999-2002年）
- パイオニアレッドウイングス（2002-2006年）

## 球歴
- 全日本代表 - 1987年、1989-1996年、1998年、2003-2004年
- 全日本代表としての主な国際大会出場歴
  - オリンピック - 1992年、1996年、2004年
  - 世界選手権 - 1990年、1994年
  - ワールドカップ - 1991年、1995年、2003年

## 受賞歴
- 1991年 - 第24回日本リーグ ベスト6
- 1992年 - 第25回日本リーグ ベスト6、スパイク賞
- 1998年 - 第4回Vリーグ ベスト6、スパイク賞
- 1999年 - 第5回Vリーグ ベスト6
- 2000年 - 第6回Vリーグ ベスト6、敢闘賞
- 2001年 - 第7回Vリーグ 最高殊勲選手賞、ベスト6
- 2007年 - 2006-07プレミアリーグ Vリーグ栄誉賞